# Ролла Нейл Харгер
Ролла Нейл Харгер (англ. Rolla Neil Harger; 14 січня 1890 — 8 серпня 1983) — американський токсиколог і біохімік,  який  винайшов першу успішну машину для визначення вмісту алкоголю в крові людини під назвою Drunkometer (1931); він отримав патент у 1936 році.

## Винахід
Коли хтось дме в спеціальний мішечок, будь-який алкоголь який видихнули разом з повітрям перетворюється на оцтову кислоту (оцет), змінюючи колір кристалів у трубці для видування. Чим більше кристалів змінює колір, тим більше алкоголю в організмі. Коефіцієнт розподілу крові у диханні припускає, що 2100 мл дихання містить таку ж кількість алкоголю, як 1 мл крові. Харгер передав патент IU Foundation, для якого він став несподіваним заробітком. Після того, як Харгер переконав законодавчий орган штату Індіана прийняти закони, що обмежують вживання алкоголю водіями, кількість смертельних випадків на дорогах через алкоголь зменшилася.

## Біографія
Харгер народився 14 січня 1890 року в містечку Шерман, округ Декатур, штат Небраска. Він перебував у  штаті Небраска під час призову на Першу світову війну та в  окрузі Декатур, штат Канзас, під час призову на Другу світову війну. Ніл закінчив Єльський університет у 1922 році. З 1933 по 1956 рік він був завідувачем кафедри біохімії та фармакології Медичної школи Університету Індіани, а з 1922 по 1960 рік працював професором на кафедрі біохімії та токсикології.
У 1931 році він винайшов лічильник для перевірки вмісту алкоголю в озганізмі водіїв. У 1938 році він був одним із п’яти осіб, обраних до підкомітету Ради національної безпеки, який розробив типове законодавство, яке встановлювало вміст алкоголю в крові для керування автомобілем у нетверезому стані.
Доктор Харгер помер 8 серпня 1983 року в Індіанаполісі, штат Індіана. Похований на кладовищі Crown Hill.